# Vermilion Parish
Vermilion Parish (franska: Paroisse de Vermilion) är ett administrativt område, parish, i delstaten Louisiana, USA. År 2010 hade området 57 999 invånare. Den administrativa huvudorten är Abbeville.

## Geografi
Enligt United States Census Bureau har countyt en total area på 3 984 km². 3 040 av den arean är land och 944 km² är vatten.  

### Angränsande countyn
- Acadia Parish - norr
- Lafayette Parish - nordost
- Iberia Parish - öst
- Mexikanska golfen - söder
- Cameron Parish - väst
- Jefferson Davis Parish - nordväst

### Orter
- Abbeville (huvudort)
- Delcambre (delvis i Iberia Parish)
- Erath
- Gueydan
- Kaplan
- Maurice